# Liste der Pfarren im Dekanat Gallneukirchen
Das Dekanat Gallneukirchen ist ein Dekanat der römisch-katholischen Diözese Linz.

## Pfarren mit Kirchengebäuden und Kapellen
| Ort                              | Pfarrverband             | Ink.                   | Patrozinium                       | Kirchengebäude und Kapellen                                                                                       | Bild                       |
| Alberndorf in der Riedmark       | Gallneukirchen           |                        | Mariä Himmelfahrt                 | Pfarrkirche Alberndorf in der Riedmark                                                                            | Pfarrkirche Alberndorf     |
| Altenberg bei Linz               | Gallneukirchen           |                        | Hl. Elisabeth                     | Pfarrkirche Altenberg bei Linz                                                                                    | Pfarrkirche Altenberg      |
| Gallneukirchen                   | Gallneukirchen           |                        | Hl. Gallus                        | Stadtpfarrkirche Gallneukirchen Filialkirche Hohenstein, Kapelle im Schloss Riedegg, Dorfkapelle Unterweitersdorf | Pfarrkirche Gallneukirchen |
| Hagenberg im Mühlkreis           | Pregarten                |                        | Hl. Josef                         | Pfarrkirche Hagenberg im Mühlkreis Kapelle im Schloss Hagenberg                                                   |                            |
| Hellmonsödt                      | Hellmonsödt              |                        | Hl. Alexius                       | Pfarrkirche Hellmonsödt                                                                                           | Pfarrkirche Hellmonsödt    |
| Katsdorf                         | St. Georgen an der Gusen | Sankt Florian (CanReg) | Hl. Vitus                         | Pfarrkirche Katsdorf                                                                                              | Pfarrkirche Katsdorf       |
| Kirchschlag bei Linz             | Hellmonsödt              |                        | Hl. Anna                          | Pfarrkirche Kirchschlag bei Linz Badhauskapelle                                                                   | Pfarrkirche Kirchschlag    |
| Pregarten                        | Pregarten                |                        | Hl. Anna                          | Pfarrkirche Pregarten Kapelle der Burg Reichenstein                                                               | Pfarrkirche Pregarten      |
| Reichenau im Mühlkreis           | Hellmonsödt              |                        | Enthauptung Johannes’ des Täufers | Pfarrkirche Reichenau im Mühlkreis                                                                                | Pfarrkirche Reichenau      |
| Steyregg                         | Gallneukirchen           |                        | Hl. Stephanus                     | Pfarrkirche Steyregg Klosterkirche Kloster Pulgarn, Schlosskapelle Schloss Steyregg                               | Pfarrkirche Steyregg       |
| TrefflingFilialkirche Hohenstein | Gallneukirchen           |                        | Christus, der Auferstandene       | Pfarrkirche Treffling Filialkirche Hohenstein                                                                     | Pfarrkirche Engerwitzdorf  |
| Wartberg ob der Aist             | Pregarten                |                        | Mariä Himmelfahrt                 | Pfarrkirche Wartberg ob der Aist Wenzelskirche, Starhembergische Gruftkapelle, Kapelle im Schloss Haus            | Pfarrkirche Wartberg       |

## Dekanat Gallneukirchen
Das Dekanat umfasst 12 Pfarren.